# Paris vaniotii
Paris vaniotii är en nysrotsväxtart som beskrevs av Augustin Abel Hector Léveillé. Paris vaniotii ingår i släktet ormbärssläktet, och familjen nysrotsväxter. Inga underarter finns listade.